# Prvoslav
Prvoslav (of Pribislav) (Servisch: Прибислав, Grieks: Πριβέσθλαβος) (Stari Ras, 867 - ?) was de zoon van de Servische vorst Mutimir. Samen met zijn broers Bran en Stefan regeerde hij over het vroeger Servië van 891 tot 892. Ze regeerden slechts voor een zeer korte tijd, omdat ze toenadering zochten tot het Bulgaarse Rijk. Ze werden afgezet door hun neef Petar Gojniković, die steun kreeg van het Byzantijnse Rijk.